# Титов, Александр Валентинович
Алекса́ндр Валенти́нович Тито́в (родился 18 июля 1957 года в Ленинграде) — советский и российский рок-музыкант, наиболее известный как басист групп «Аквариум» и «Кино».

## Биография
Александр Валентинович Титов родился 18 июля 1957 года в Ленинграде. По окончании школы учился в Технологическом институте на инженера-технолога, служил в армии. В 1977 году Александр играл в группе вместе с Михаилом Малиным и Александром Ляпиным, а в 1979 году, по приглашению гитариста группы «Мифы» Юрия Ильченко, стал играть в группе «Земляне». В 1982—1983 годах был участником «Августа».
В 1983 году музыкант группы «Аквариум» Дюша Романов предложил Александру зайти на запись альбома «Радио Африка» в передвижную студию «Мелодии», так как в то время отсутствовал басист «Аквариума» Михаил «Фан» Файнштейн-Васильев. На записи альбома Александр Титов сыграл бас в песне «Время Луны». Летом 1983 года на рок-фестивале в Выборге Борис Гребенщиков предложил ему окончательно перейти в «Аквариум». Был бас-гитаристом «Аквариума» в 1983—1989 и 1992—1996 годах. Одновременно, с 1984 по ноябрь 1985 года играл в группе «Кино».
Единственный из состава «Аквариума» музыкант, участвовавший в записи англоязычного альбома Бориса Гребенщикова «Radio Silence» в 1989 году.
В 1996 году, после записи в Лондоне альбома «Снежный лев», остался на постоянное место жительства в Великобритании. После официального ухода из «Аквариума» Титов помогал группе в записи альбомов «Ψ» (1999) и «Zoom Zoom Zoom» (2005). В 2008 году, после концерта в Royal Albert Hall памяти Шри Чинмоя, вернулся в группу.
Параллельно с работой в «Аквариуме» выступал в качестве продюсера и музыканта коллектива «Rina Green», вокалистом и автором песен в котором является его супруга Алёна Титова.
В группе «Аквариум», во второй половине 1980-х годов, он играл на безладовой бас-гитаре Ibanez Musician active fretless 4 string (model MC940PW) 1982 года выпуска, обратившись к ней под влиянием М. Карна («Japan») и Дж. Пасториуса (эта же гитара звучит в песне «Дождь» группы «ДДТ» — на записи Игорь Тихомиров играет на ней соло в первом куплете). В одном из интервью тех лет Титов отметил, что преимущество безладового баса «в мелодизме — он „словно человеческий голос“; это уже не совсем инструмент — он поёт». В свою очередь, игра Титова повлияла на бас-гитариста «Мельницы» А. Кожанова, и том числе в результате использования в песне «Чёрный дрозд» безладового баса было решено привлечь к её исполнению лидера «Аквариума».

## Семья и дети
- Первая жена — Ирина Титова (с 1989 года — жена Бориса Гребенщикова).

- - Сын — Марк Титов, музыкант нескольких групп, пишет электронную музыку под именем Bio C.

- - Дочь — Василиса Гребенщикова, художник.

- Вторая жена — Алёна Титова, учёный-лингвист и лидер группы «Rina Green». Трое детей.

## Дискография

### В составе группы «Кино»
- 1984: «Начальник Камчатки» — бас-гитара, малый барабан (3), бэк-вокал
- 1985: «Это не любовь» — бас-гитара (1-11)
- 1986: «Ночь» — бас
- 2021: «Кино в Севкабеле», концертный альбом — бас, бэк-вокал
- 2022: «12_22» — бас, бэк-вокал
- 2024: «Это не любовь (Remake 2024)» — бас